# Erik Refos
Erik Refos is een Surinaams componist, gitarist en cineast. Hij speelde in de formaties Century en Savanne en is tweevoudig winnaar van SuriPop.

## Biografie
Erik Refos is een zoon van Ewald (Slim) Refos die een tijd lang directeur was van Suralco en voorzitter van de Surinaamse Voetbal Bond (SVB). Zijn zus is onderneemster en voorspreker van kinder- en genderrechten Karin Refos. Hij had op jonge leeftijd vier jaar lang les in gitaar spelen en noten lezen van Terry Agerkop en leerde schilderen en tekenen van Nola Hatterman.
In 1975 was hij als bassist betrokken bij de rockmusical Fri Libi in Thalia. Hij speelde enige tijd in het trio Century, dat na uitbreiding naar vijf personen de naam Savanne kreeg. Hij werkte jarenlang voor de STVS. Daar en in een opleiding leerde hij het film- en fotografievak.
In 1982 ging SuriPop van start en, toen hij daarvan hoorde, stuurde hij vier zelfgeschreven nummers op. Alle vier kwamen in de finale en uiteindelijk werd zijn compositie Gi yu wawan het eerste winnende nummer van het festival. Het werd gezongen door Powl Ameerali en de tekst was geschreven door Wim Bakker. In 1988 won hij het festival opnieuw, nu met het lied Ef a kan. Ameerali zong ook dit nummer en de tekst kwam van Siegfried Gerling. Dat jaar werd een andere inzending van hem, Brasa mi, bekroond met de tweede prijs. Dit lied werd gezongen door Ameerali en Silvy Singoredjo. Hij heeft een gitaar die ooit in Palace Casino werd gebruikt en meer dan honderd jaar oud is. Op deze gitaar componeerde hij alle liederen voor SuriPop.
Refos begon later voor zichzelf en legde zich sindsdien ook toe op het het maken van commercials en fotoshoots. In 2017 werkte hij aan het project Tjar na lobi, waarin hij acht Surinaamse liedjes verpakte in een fotoboek. In aanloop naar de verkiezingen van 2020 ondersteunde hij vanuit zijn vakgebied de campagne van de ABOP. Na het overlijden van oud-premier Jules Sedney verscheen een aflevering uit de serie Normen en waarden van Refos waarin Sedney zijn visie hierop gaf.

## SuriPop Composities
| SuriPop | Jaartal | Lied                    | Componisten                    | Vocalisten                       |
| ------- | ------- | ----------------------- | ------------------------------ | -------------------------------- |
| I       | 1982    | Fala Bigi Bon           | Erik Refos & Wim Bakker        | Powl Ameerali                    |
| I       | 1982    | Gi Yu Wawan 🥇          | Erik Refos & Wim Bakker        | Powl Ameerali                    |
| I       | 1982    | San-ede Yu Gwe          | Erik Refos & Wim Bakker        | Diana Gouvernante                |
| I       | 1982    | Yu Denki                | Erik Refos & Wim Bakker        | Powl Ameerali                    |
| II      | 1983    | Matapica                | Erik Refos & Wim Bakker        | Dalia Negra                      |
| II      | 1983    | Safri                   | Erik Refos & Wim Bakker        | Powl Ameerali                    |
| V       | 1988    | Ef' A Kan 🥇            | Erik Refos & Siegfried Gerling | Powl Ameerali                    |
| V       | 1988    | Brasa Mi 🥈             | Erik Refos & Siegfried Gerling | Powl Ameerali & Silvy Singoredjo |
| VI      | 1990    | Ham Tohke Cáhilá 🥈     | Erik Refos & Siegfried Gerling | Joan Blokland                    |
| VIII    | 1994    | Ala Ten Nanga Yu        | Erik Refos & Siegfried Gerling | Ruben Sweedo                     |
| VIII    | 1994    | Switi Bosi, Waran Brasa | Erik Refos & Siegfried Gerling | Andrea Rickets                   |
| XII     | 2002    | Fu Te' Go               | Erik Refos & Siegfried Gerling | Powl Ameerali                    |
| XIII    | 2004    | Nanga Yu 🥉             | Erik Refos & Siegfried Gerling | Ronny Gorré                      |